# زمن اللاحياة
زمن اللاحياة مصطلح استخدم قبل عام 1950 لوصف عمر الصخور التي تكونت قبل ظهور الحياة في تسلسل طبقات الأرض.